# ZIF
ZIF (Russisch: ЗИФ), is een Russisch merk van bromfietsen en lichte tweetakt-motorfietsen. Het wordt gemaakt door de Zavod imeni Froenze (ZiF; Froenzefabriek) uit de stad Penza, die echter beter bekend is als fietsenfabrikant.